# Communauté rurale de Boutoupa-Camaracounda
La communauté rurale de Boutoupa-Camaracounda est une communauté rurale du Sénégal située en Casamance, le long de la frontière avec la Guinée Bissau.
Elle fait partie de l'arrondissement de Niaguis, du département de Ziguinchor et de la région de Ziguinchor,.
Son chef-lieu est Boutoupa.
Lors du dernier recensement, la CR de Boutoupa-Camaracounda comptait 4 782 personnes et 666 ménages
Il comprend les villages suivants :
- Baraka Bounao
- Baraka Pakao
- Baraka Patata
- Bilasse (village abandonné)
- Bindialoum Bainounk
- Bindialoum Manjacque
- Boffa
- Bourofaye Bainounk
- Bourofaye Diola
- Boussoloum (village abandonné)
- Boutoupa
- Camaracounda
- Guidel Bambadinka
- Laty
- Mawa
- Mpack
- Niabina
- Niadiou
- Niaféna
- Poubosse
- Samick
- Sandiaba Manjacque
- Tendaba
- Yabone